# Skarbiec św. Jakuba
Skarbiec św. Jakuba w Nysie – galeria wystawiennicza dzieł sztuki sakralnej, m.in. naczyń liturgicznych, rzeźb, lichtarzy, będących od stuleci w posiadaniu parafii św. Jakuba w Nysie. Otwarta została w 2005 roku.
Do najcenniejszych eksponatów należą: krzyż relikwiarzowy z 1652 r. wykonany przez Christophera Waltenbergera, pacyfikały z roku ok. 1490, pozłacana ampuła z sercem biskupa wrocławskiego Karola Habsburga, gotycki kielich mszalny z pierwszej połowy XV wieku, barokowa monstrancja z 1740 r. wysadzana ponad dwustoma diamentami, barokowy, XVIII wieczny kielich mszalny z Wiednia.
Galeria zlokalizowana została we wnętrzu pochodzącej z przełomu XV i XVI wieku, wolnostojącej dzwonnicy, sąsiadującej z kościołem św. Jakuba i Agnieszki.

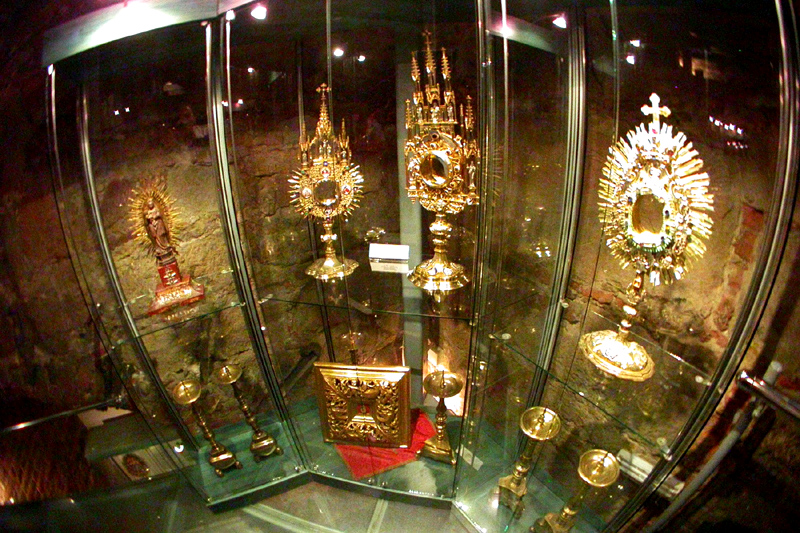
Jedna z gablot Skarbca św. Jakuba
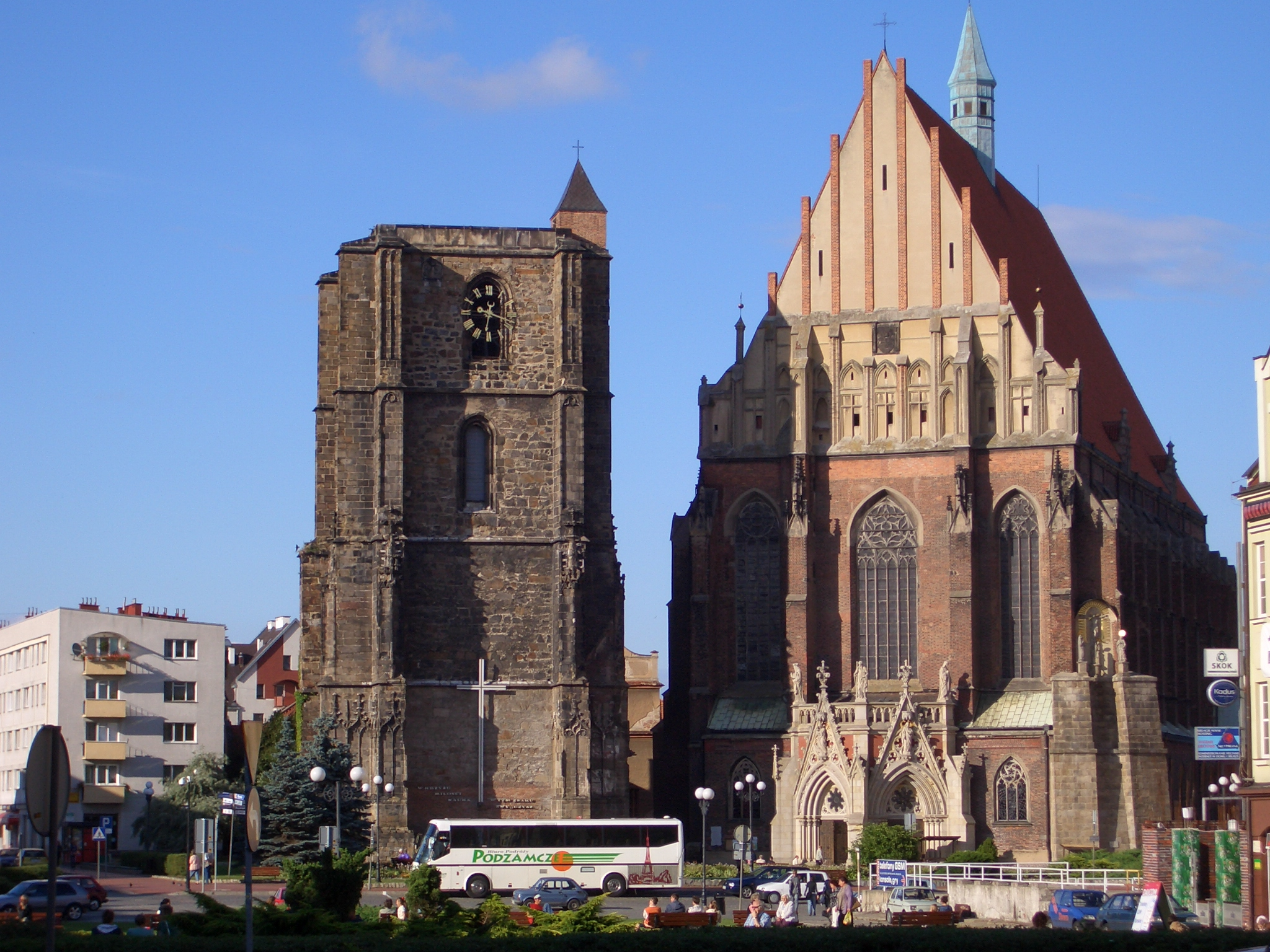
Z lewej dzwonnica, mieszcząca Skarbiec
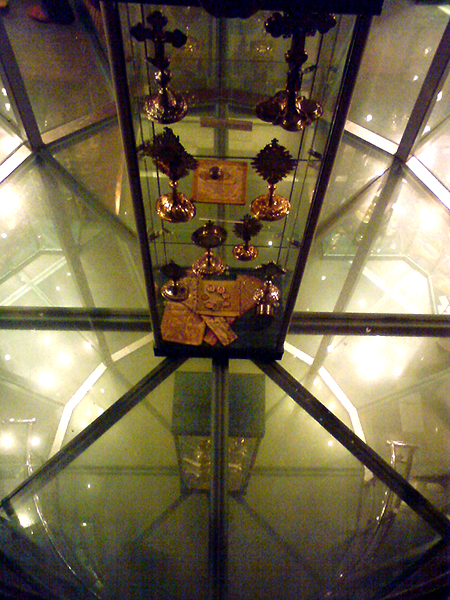
Nowoczesna konstrukcja wystawy
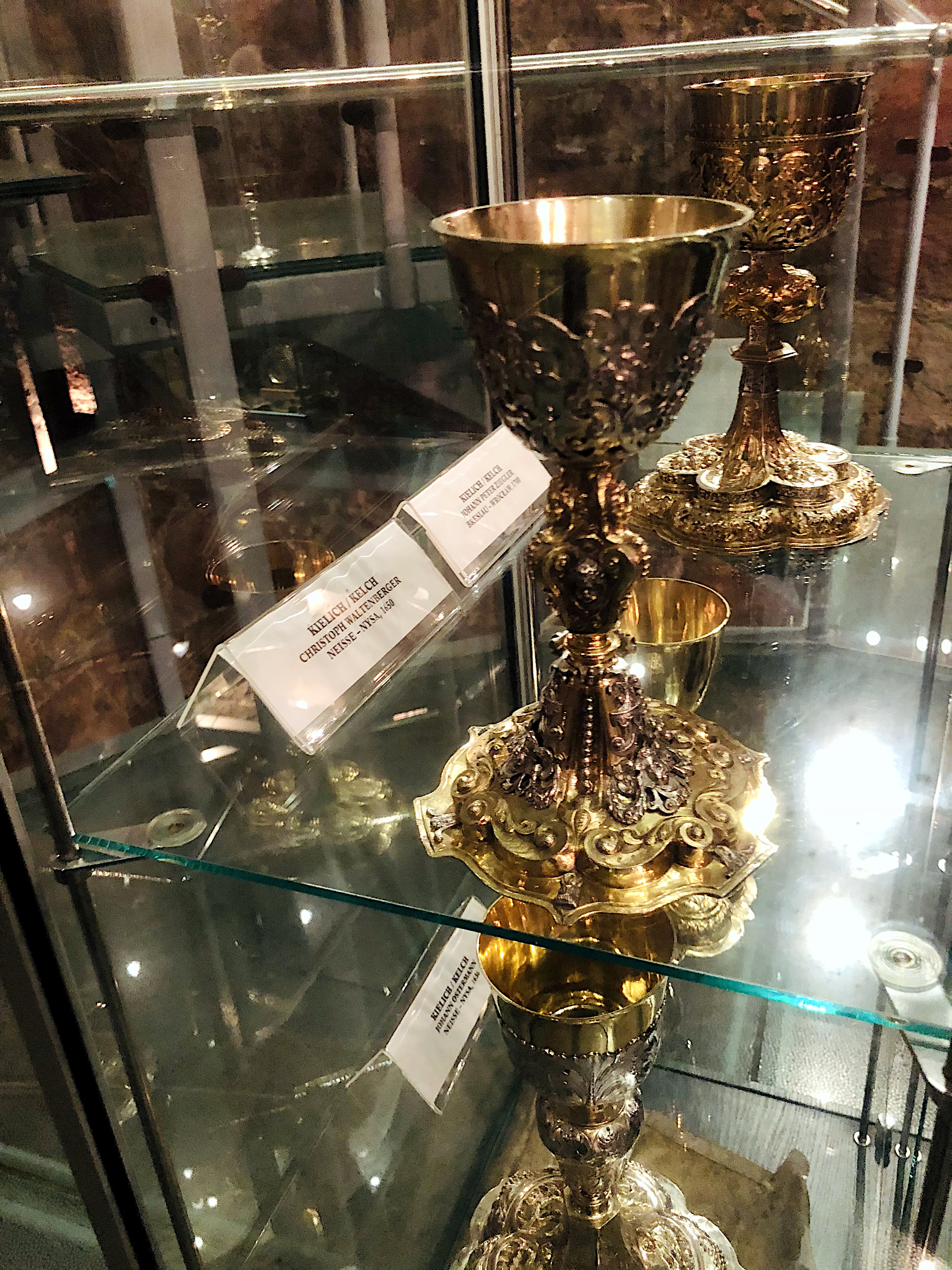
Gablota z kielichami mszalnymi
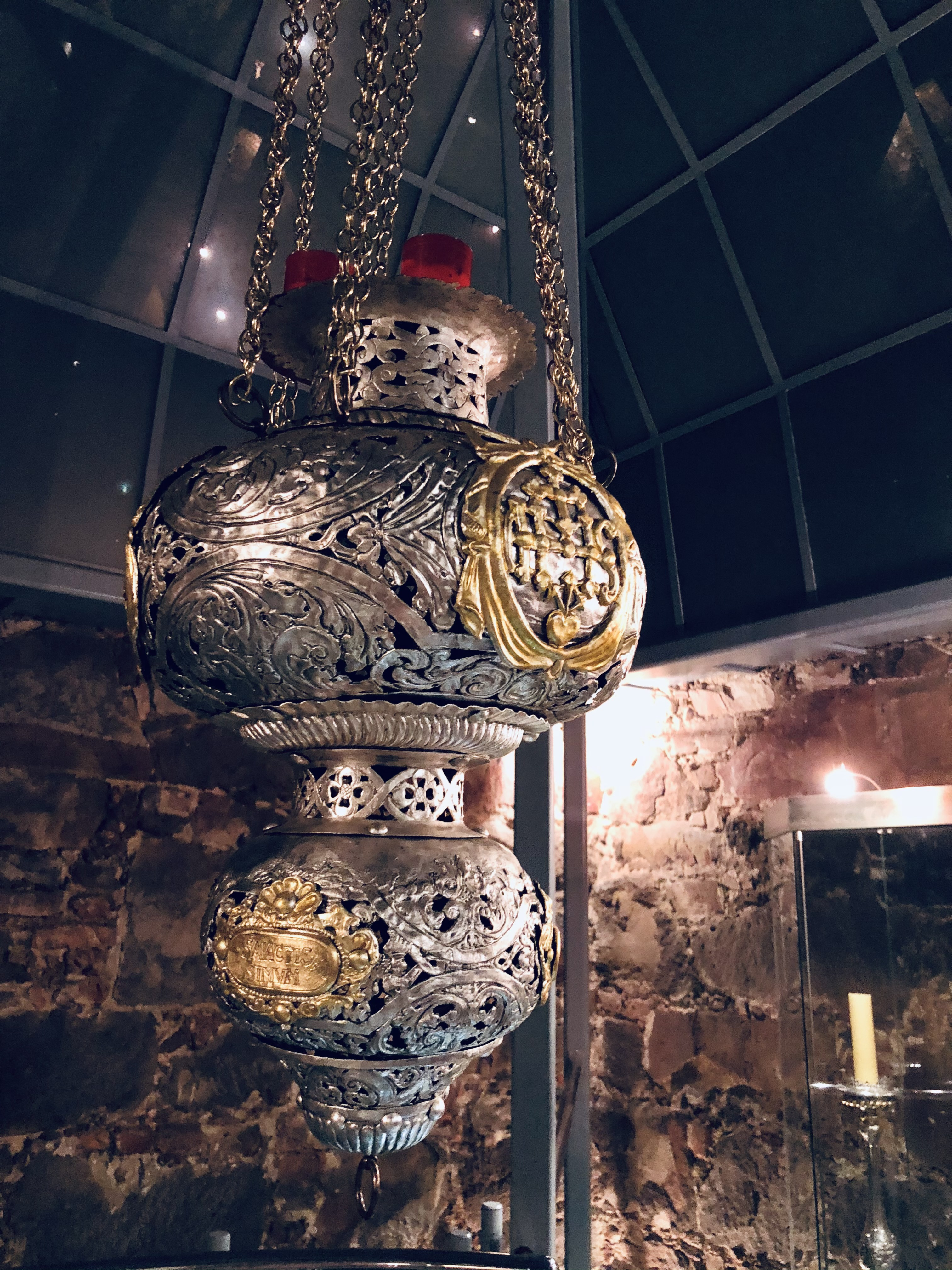
Wyposażenie skarbca jest bardzo różnorodne